# Saint-Augustin-de-Desmaures
Pour les articles homonymes, voir Saint-Augustin.
Saint-Augustin-de-Desmaures est une ville du Québec située dans la région administrative de la Capitale-Nationale. Elle est l'une des trois municipalités qui composent l'agglomération de Québec, avec Québec, la ville-centre, et L'Ancienne-Lorette.

## Toponymie
Le Saint-Augustin dont il est question dans le nom de la ville est Augustin d'Hippone. Ce patron aurait été choisi pour honorer Charles Augustin de Saffray, sieur de Mésy, gouverneur de la Nouvelle-France de 1663 à 1665, ou peut-être Paul Augustin Juchereau, fils de Jean Juchereau de la Ferté.

## Géographie

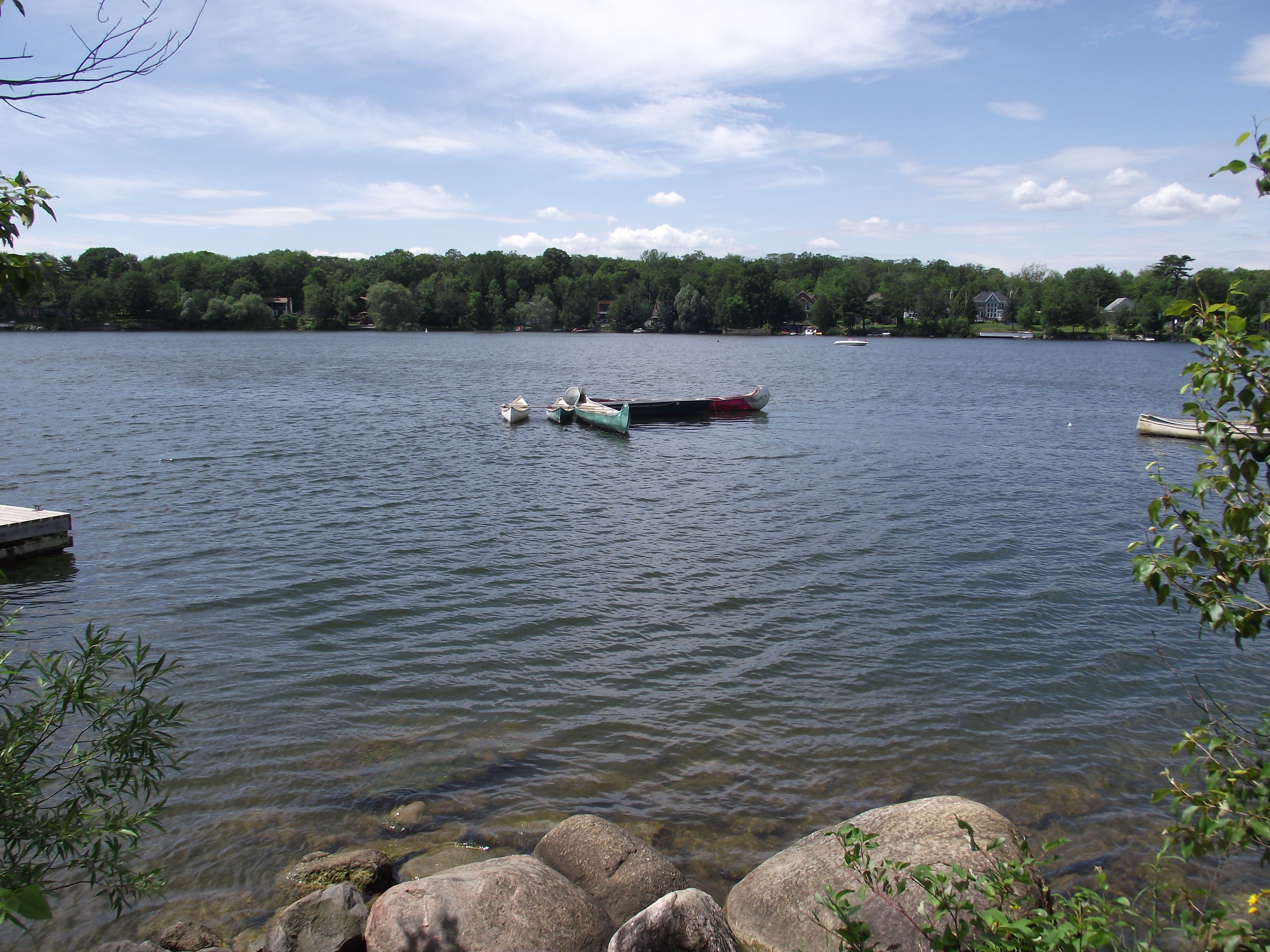
Le lac Saint-Augustin.

Saint-Augustin-de-Desmaures est située le long du fleuve Saint-Laurent sur sa rive nord, en amont (donc à l'ouest) du centre-ville de Québec. Son territoire est de forme quadrangulaire, avec une façade de 12,3 km bordant le Saint-Laurent, et une profondeur moyenne de 10 km. Cependant la municipalité est peu ouverte sur le fleuve puisqu'on n'y retrouve aucun port ni aucun quai. La limite est du territoire se situe environ à 15 km à l'ouest du centre-ville de Québec.
Le relief de Saint-Augustin prend plusieurs formes du sud au nord. Il y a tout d'abord une bande de terre bordant le fleuve, large de 600 m au centre, mais presque inexistante à l'est. Vient ensuite un escarpement de quelques dizaines de mètres au maximum suivi d'une étendue presque plane constituant la plus grande partie du territoire. Enfin, au nord, se trouvent les premiers versants des Laurentides.
Un autre aspect important du territoire est la présence à son extrémité est du lac Saint-Augustin, long de 2,2 km et large d'environ 300 m.
Deux voies de chemin de fer traversent le territoire d'est en ouest : celle du Canadien National et celle des Chemins de fer Québec-Gatineau (anciennement Canadien Pacifique). Aucune gare ne se trouve sur le territoire mais un embranchement de la voie du CN dessert le parc industriel.
Les principaux axes routiers est-ouest sont l'autoroute 40 et la route 138, cette dernière constituant également la rue principale du secteur centre. Dans l'axe sud-nord, la route 367 (route de Fossambault) mène de la route 138 jusqu'à la limite nord, vers Sainte-Catherine-de-la-Jacques-Cartier.

### Noyaux de population
La population de Saint-Augustin se concentre principalement en deux secteurs de taille et de population comparables. Le premier est le secteur centre, situé autour du noyau du village et au sud de la route 138. Outre cette route, la principale artère est la route Racette qui joint la route 138 au chemin du Roy, en bordure du fleuve. L'urbanisation de ce secteur a débuté dans les années 1960, et se poursuit encore aujourd'hui, en empiétant sur des anciennes terres agricoles.
L'autre secteur est celui du lac Saint-Augustin et des Bocages, situé à l'extrémité est du territoire. Le pourtour du lac était jusqu'à récemment un secteur de villégiature où de nombreux résidents de Québec possédaient une résidence secondaire. Maintenant, de plus en plus de résidences principales remplacent les vieux chalets de bois. Le quartier des Bocages, pour sa part, se situe au sud du lac, en bordure de l'ancienne ville de Cap-Rouge, aujourd'hui un quartier de l'arrondissement Sainte-Foy–Sillery–Cap-Rouge de Québec. Il constitue en fait le prolongement de l'expansion suburbaine de l'ouest de Québec. Son développement a commencé vers 1975. Les principales voies de communication sont la rue Saint-Félix (ancien Chemin du Roy), et la rue de l'Hêtrière.
Une portion moins importante de la population se répartit en dehors de ces deux secteurs, principalement le long de la route 138 et de la route de Fossambault, et sur les rangs qui parcourent les terres agricoles.

## Histoire
Le développement de Saint-Augustin commence en 1647 avec la concession de la seigneurie de Maur aux frères Jean Juchereau de Maur et Noël Juchereau Deschatelets. Noël meurt peu après, laissant son frère prendre possession de sa seigneurie le 9 avril 1650. Le peuplement est cependant très lent puisqu'en 1663 seulement trois terres sont concédées.
À partir de ce moment, les habitants deviennent plus nombreux. Un moulin banal est construit en 1672 là où la décharge du lac Saint-Augustin se jette dans le fleuve Saint-Laurent. La paroisse catholique est fondée en 1691. À cette époque, le cœur de la seigneurie se situe sur le bord du fleuve puisque c'est là qu'on construit la première église en 1694. Une autre, en pierre, la remplace à l'Anse-à-Maheu en 1723.

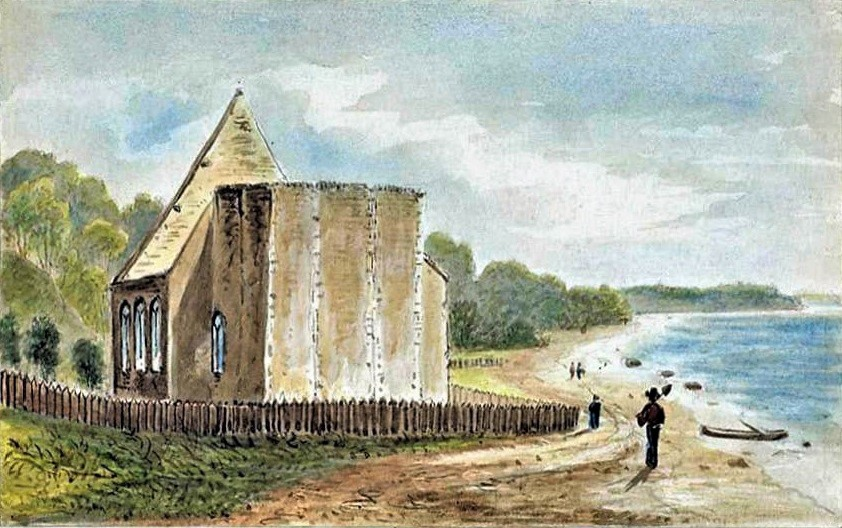
Ancienne église près du fleuve.
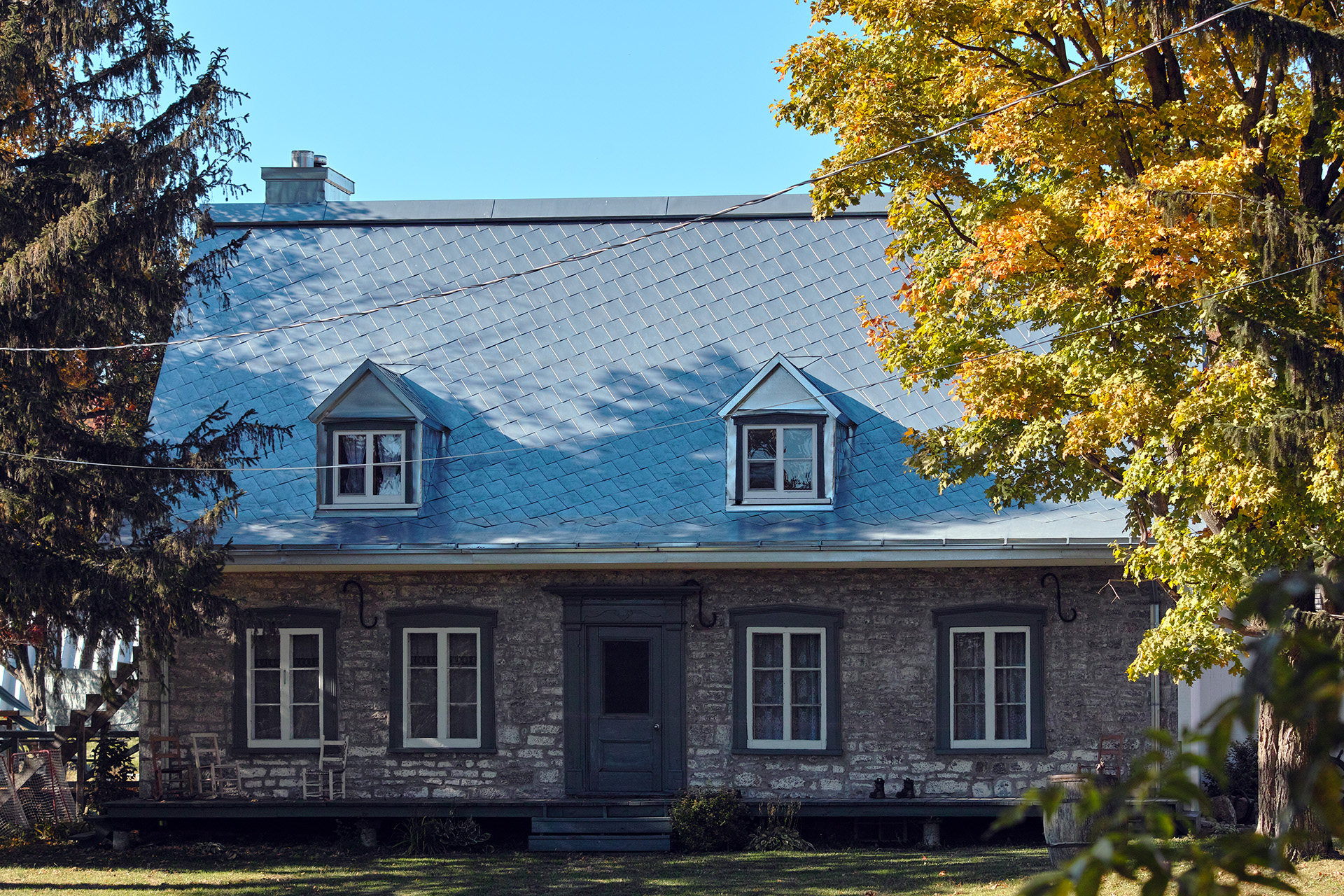
Maison Quézel, sur le chemin du Roy.

La première voie de communication terrestre, le chemin du Roy, traverse la seigneurie d'est en ouest à partir de 1716. En 1734, les Sœurs hospitalières de Québec deviennent seigneuresses de Saint-Augustin et le restent jusqu'à l'abolition du régime seigneurial au milieu du XIXe siècle. Les revenus de la seigneurie servaient à l'entretien de l'Hôtel-Dieu de Québec.
En 1816, une troisième église, l'église actuelle, est inaugurée à environ deux kilomètres plus au nord, sur la deuxième concession, signe du déplacement du centre de gravité du village. La nouvelle route qui passe à cet endroit (la future route 138) supplante le chemin du Roy.
Par la suite, la population augmente lentement (1 697 habitants en 1831, 1 748 en 1851), mais le territoire conserve son caractère rural et agricole. En 1872, une partie de son territoire se détache pour la création de la Paroisse de Saint-Félix-de-Cap-Rouge. Ce n'est que vers les années 1960 que la municipalité commence à acquérir un caractère de banlieue qui se développera fortement par la suite. Cependant une partie importante du territoire est encore occupée par des exploitations agricoles actives. 
Après avoir été fusionnée à la ville de Québec le 1er janvier 2002, dans le cadre des réorganisations municipales québécoises, la ville de Saint-Augustin-de-Desmaures est reconstituée le 1er janvier 2006. Par un référendum tenu le 20 juin 2004, les citoyens de Saint-Augustin décident de quitter la ville de Québec et de redevenir une municipalité distincte. Cependant, l'autonomie de la nouvelle ville est diminuée par rapport à ce qui existait avant 2002. L'agglomération, un nouveau type d'organisme supramunicipal, vient se superposer aux municipalités qui en font partie et est chargé d'offrir certains services à l'ensemble des habitants du territoire, tels que le transport en commun, la police, la sécurité incendie et l'évaluation foncière.

## Armoiries et logotype
En 1964, le conseil municipal adopte des armoiries, dessinées par l'abbé Jean-Paul Gélinas, fondateur de l'Institut généalogique du comté de Portneuf. 
| Aime avant d'agir |
| ----------------- |

| L'écu de Saint-Augustin-de-Desmaures se blasonne ainsi : De gueules à une nef d'argent voguant sur un fleuve ondé du même, et au chef d'or chargé de trois flammes de gueules. |

Un logotype est créé en 1988, et sert depuis ce temps d'identification visuelle pour la ville. Ses principales composantes sont un arbre, symbolisant la nature, posé sur un quadrilatère de neuf carrés, qui représentent les différents quartiers et portions de territoire. Le tout surplombe une ligne ondulée, représentant l'élément aquatique, et deux lignes horizontales symbolisant les voies de communication, et par extension, le développement de la municipalité.

## Démographie
| 1966  | 1971  | 1981  | 1986  | 1996   |
| ----- | ----- | ----- | ----- | ------ |
| 2 828 | 3 040 | 7 395 | 9 013 | 14 771 |

| 2001   | 2006   | 2011   | 2016   | 2021   |
| ------ | ------ | ------ | ------ | ------ |
| 15 732 | 17 281 | 18 141 | 18 820 | 19 907 |

## Administration

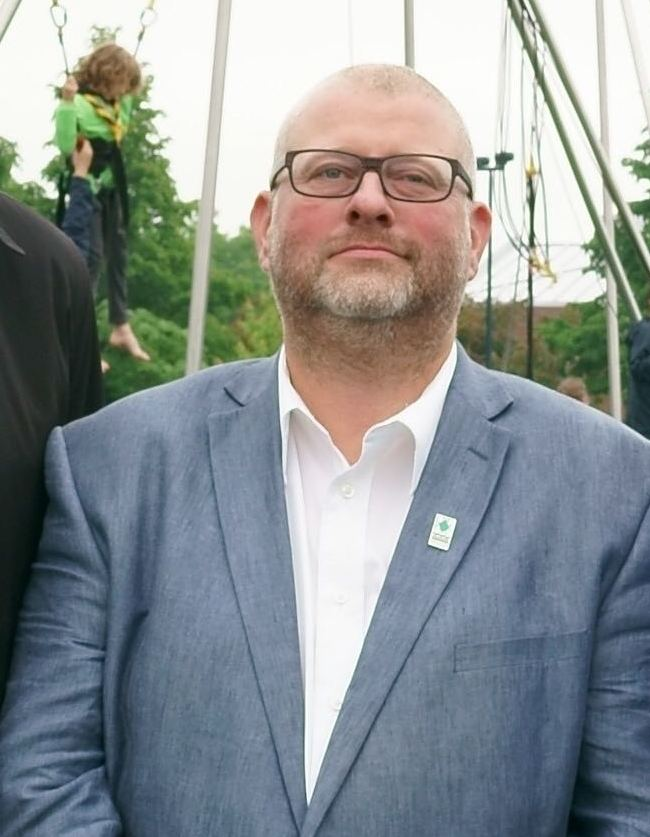
Sylvain Juneau, maire depuis 2015.

Les élections municipales se font en bloc et suivant un découpage de six districts.
| Saint-Augustin-de-Desmaures Maires depuis 2005                                                                       |                  |         |          |
| Élection | Maire            | Qualité | Résultat |
| 2005 | Marcel Corriveau |         | Voir     |
| 2009 | Marcel Corriveau | Voir    |          |
| 2013 | Marcel Corriveau | Voir    |          |
| 2015 | Sylvain Juneau   |         | Voir     |
| 2017 | Sylvain Juneau   | Voir    |          |
| 2021 | Sylvain Juneau   | Voir    |          |
| Élection partielle en italique Depuis 2005, les élections sont simultanées dans toutes les municipalités québécoises |                  |         |          |

## Éducation

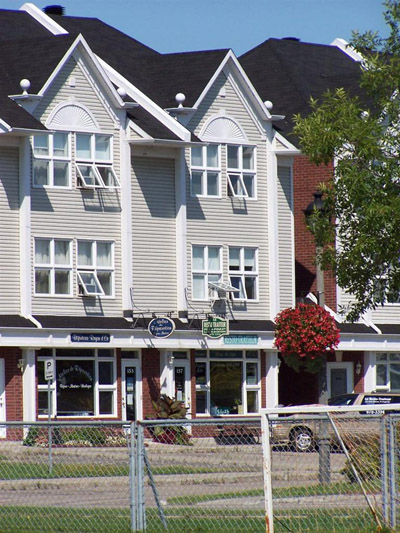
Quartier résidentiel et commercial.

Le Centre de services scolaire des Découvreurs (anciennement la Commission scolaire des Découvreurs) gère les écoles publiques de régime linguistique français de Saint-Augustin. Ces écoles sont :
- Écoles primaires
  - École des Pionniers (pavillon Marguerite-Bourgeois et pavillon De La Salle)
  - École Les Bocages
- École secondaire
  - École des Pionniers (pavillon Laure-Gaudreault)

De plus, un certain nombre d'écoles privées sont situées à Saint-Augustin :
- École Vision Saint-Augustin (préscolaire et primaire)
- Séminaire Saint-François (secondaire)
- Campus Notre-Dame-de-Foy (collégial)

La Commission scolaire Central Québec est chargée d'administrer les écoles publiques de régime linguistique anglais desservant la ville. 

## Économie
La plupart des industries sont regroupées dans le vaste parc industriel François-Leclerc. Celui-ci est le site du siège social de deux entreprises manufacturières d'envergure internationale :
- Biscuits Leclerc ;
- Louis Garneau Sports.

## Campus intercommunautaires de Saint-Augustin

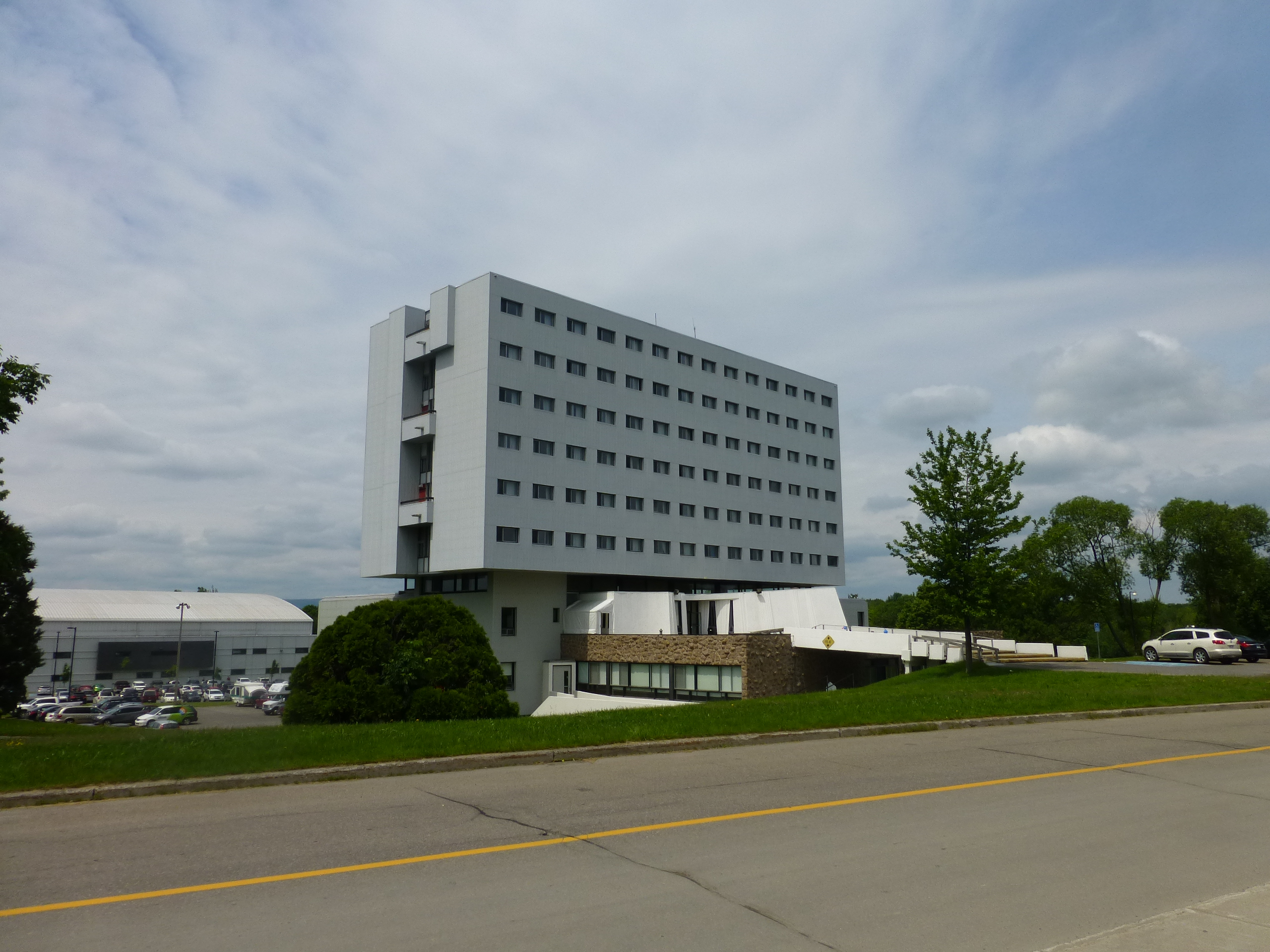
Résidence De-La-Mennais, sur le campus.

Cet ensemble de près de vingt édifices situés au sud-ouest du lac Saint-Augustin a été bâti vers 1965 par plusieurs communautés religieuses qui voulaient regrouper leurs ressources pour mettre sur pied deux institutions d'enseignement: l'École normale Notre-Dame-de-Foy (aujourd'hui le Campus Notre-Dame-de-Foy ou CNDF), et le Séminaire Saint-Augustin (plus tard le Collège Saint-Augustin, aujourd'hui il a été racheté par la Ville de Saint-Augustin et est utilisé à des fins multiples). Les bâtiments sont partagés en deux groupes, autour de chacune des écoles, c'est pourquoi on dit au pluriel les campus.
Occupant une superficie d'environ 100 hectares, ces édifices dont les plus élevés ont une dizaine d'étages, offrent un coup d'œil saisissant par leur architecture similaire, bien que pas deux ne soient pareils, et leur couleur uniformément blanche. Ils sont l'œuvre de l'architecte Jean-Marie Roy. Leur disposition rappelle les vastes campus à l'américaine à la mode à l'époque. Comparer avec le campus de l'Université Laval qui s'est développé à peu près en même temps. À l'époque de sa construction, l'ensemble était au milieu de boisés et de champs. Des moines ont même construit leur monastère à proximité mais ont quitté depuis. Chaque école possédait un vaste édifice principal, et les pavillons alentour appartenaient chacun à une communauté différente et servaient de résidence d'étudiants.
Avec les années et le déclin marqué des vocations religieuses, la plupart des communautés ont quitté le campus, et le CNDF est maintenant une corporation privée. La partie est du campus a été désignée Campus de haute technologie dans les années 1990 et 2000 alors que certains édifices ont abrité des industries naissantes sous l'égide de la municipalité, tandis que d'autres ont trouvé des usages aussi divers que : une école de pompiers, un foyer pour personnes âgées, un centre pour toxicomanes, le Collège des sourds, une école privée bilingue et un camp de jour estival.
Cependant, à la fin de la décennie 2000, plusieurs de ces édifices ont été complètement transformés ou démolis pour faire place à de vastes immeubles en condominium. L'étalement urbain a également envahi le pourtour et même le centre du campus sous forme de maisons unifamiliales.

## Galerie

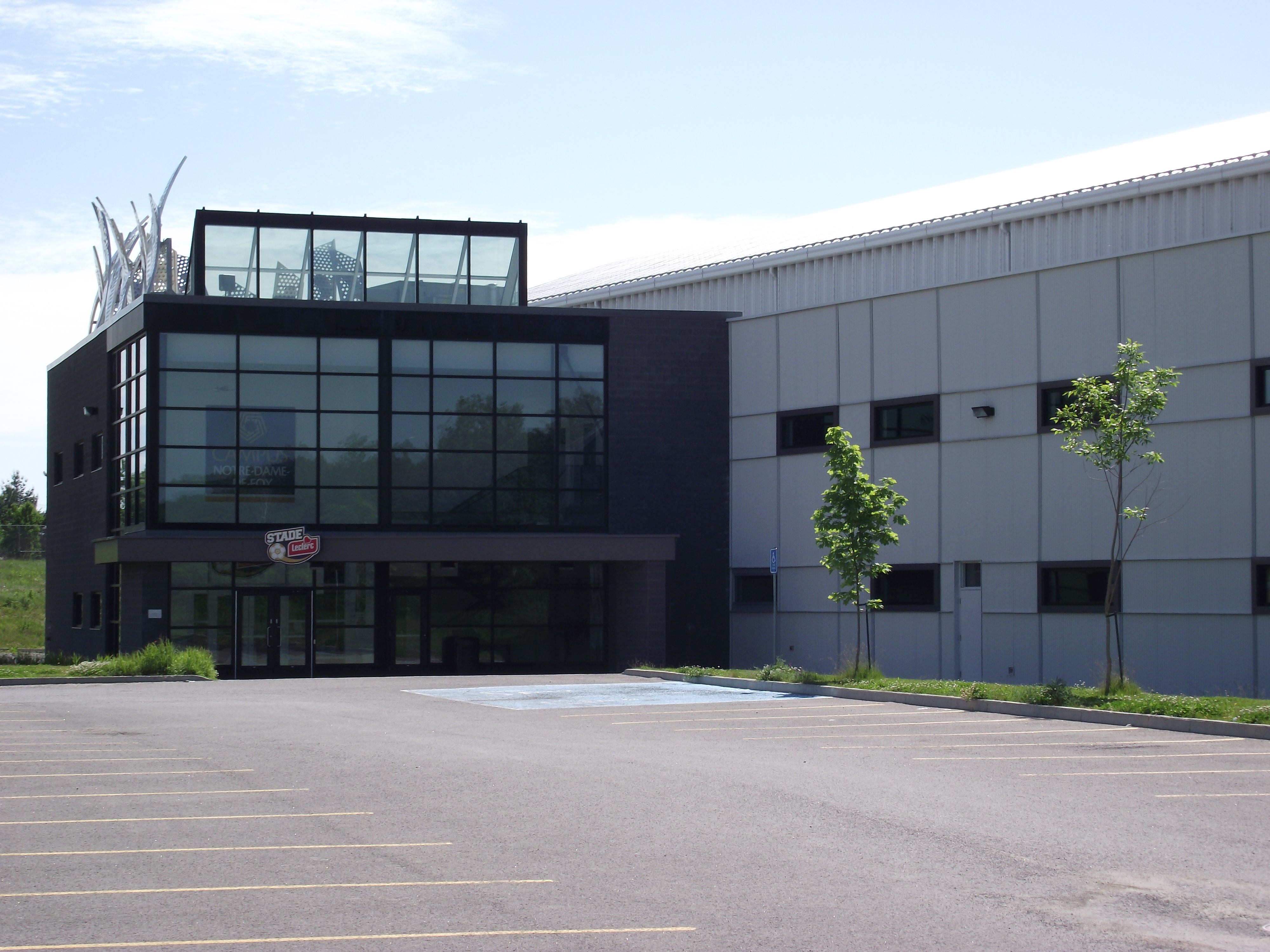
Stade Leclerc.
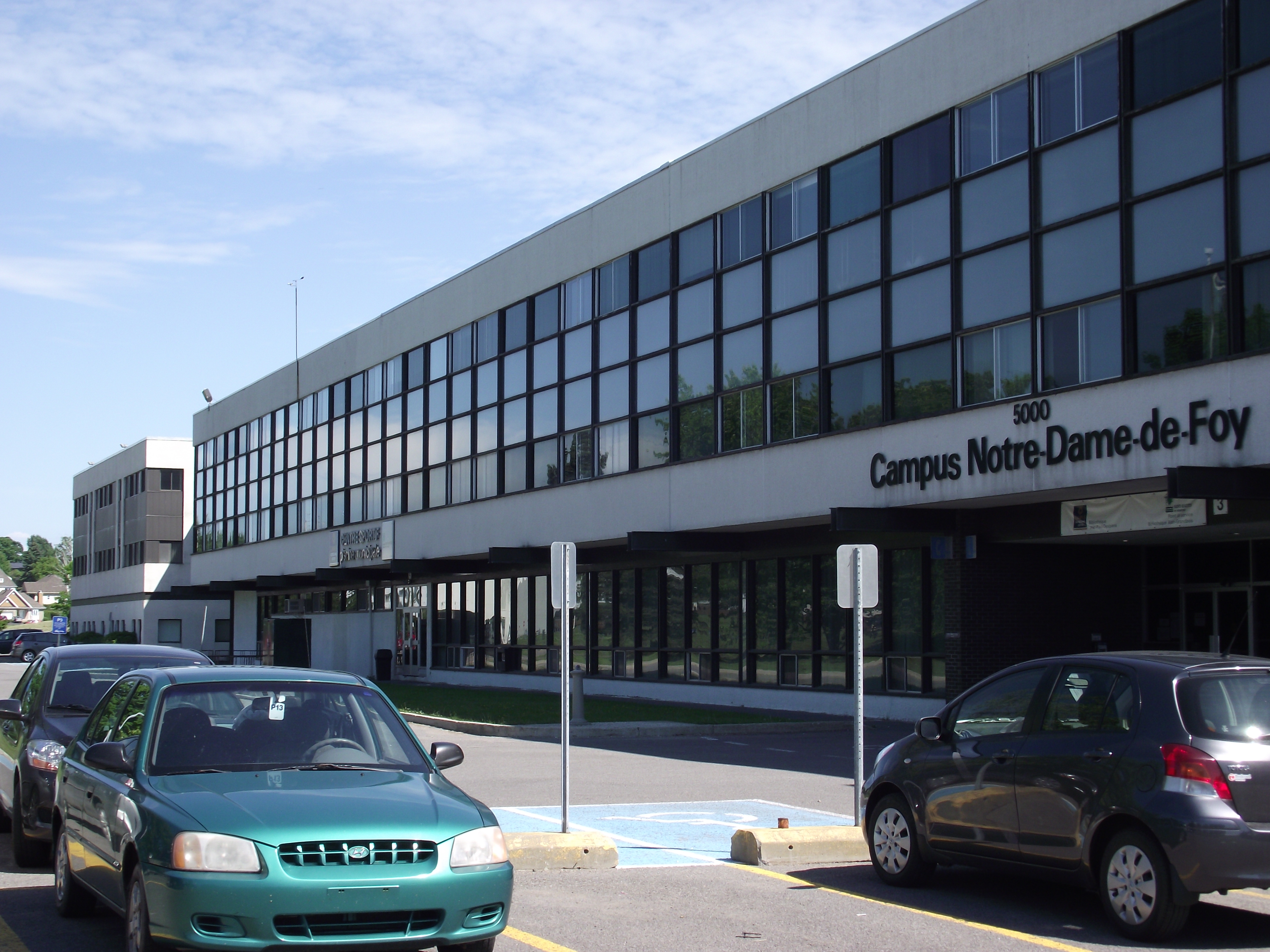
Campus Notre-Dame-de-Foy.
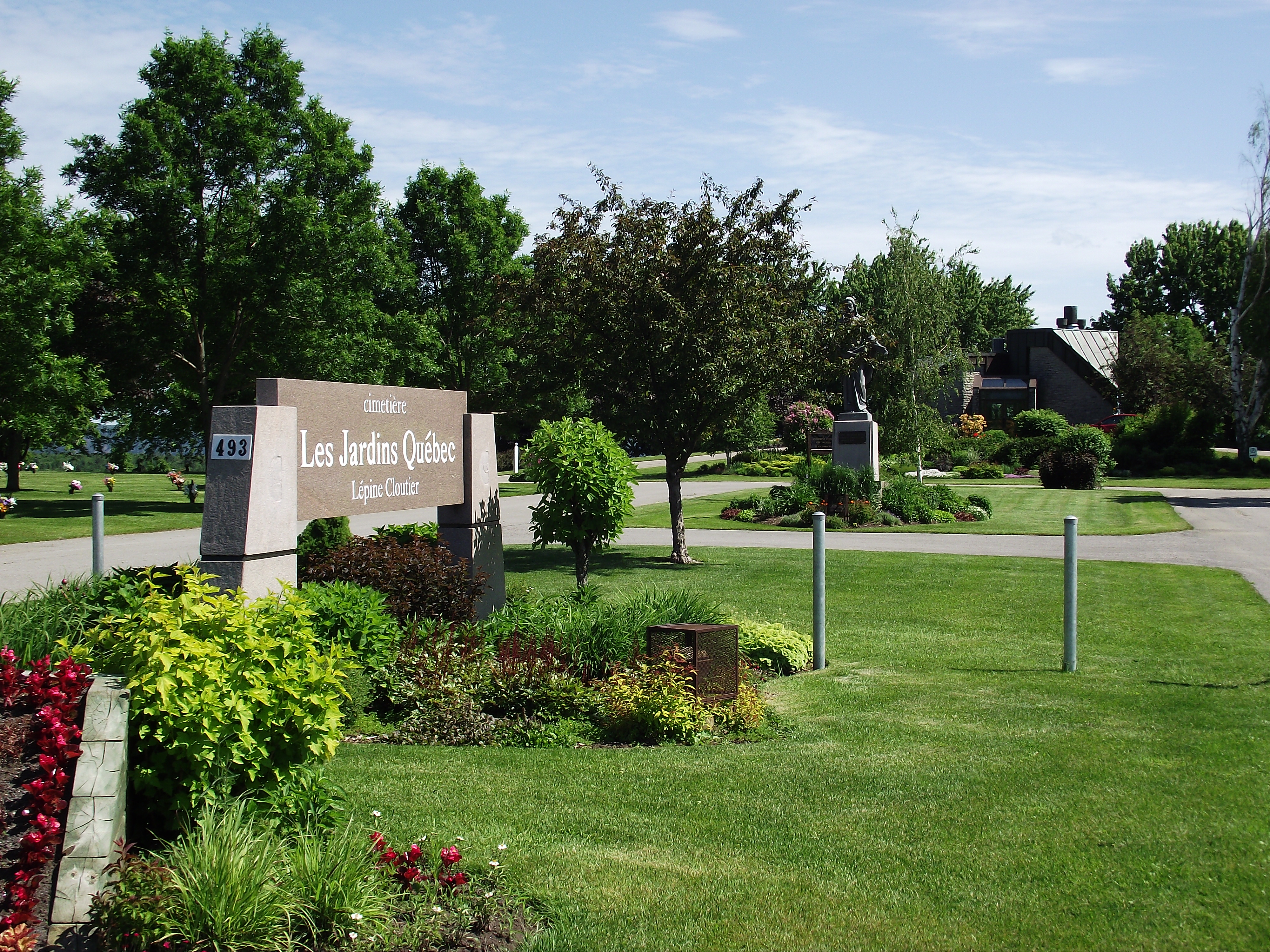
Cimetière Les Jardins Québec.
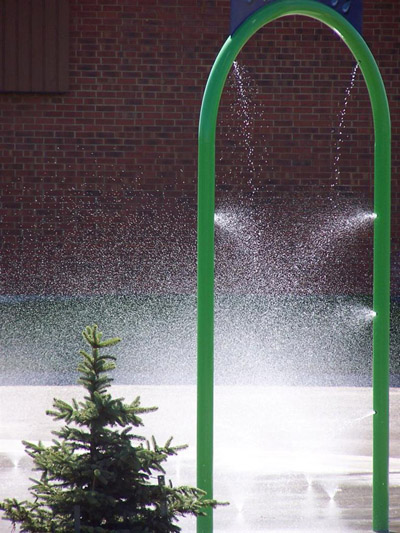
Parc d'eau.
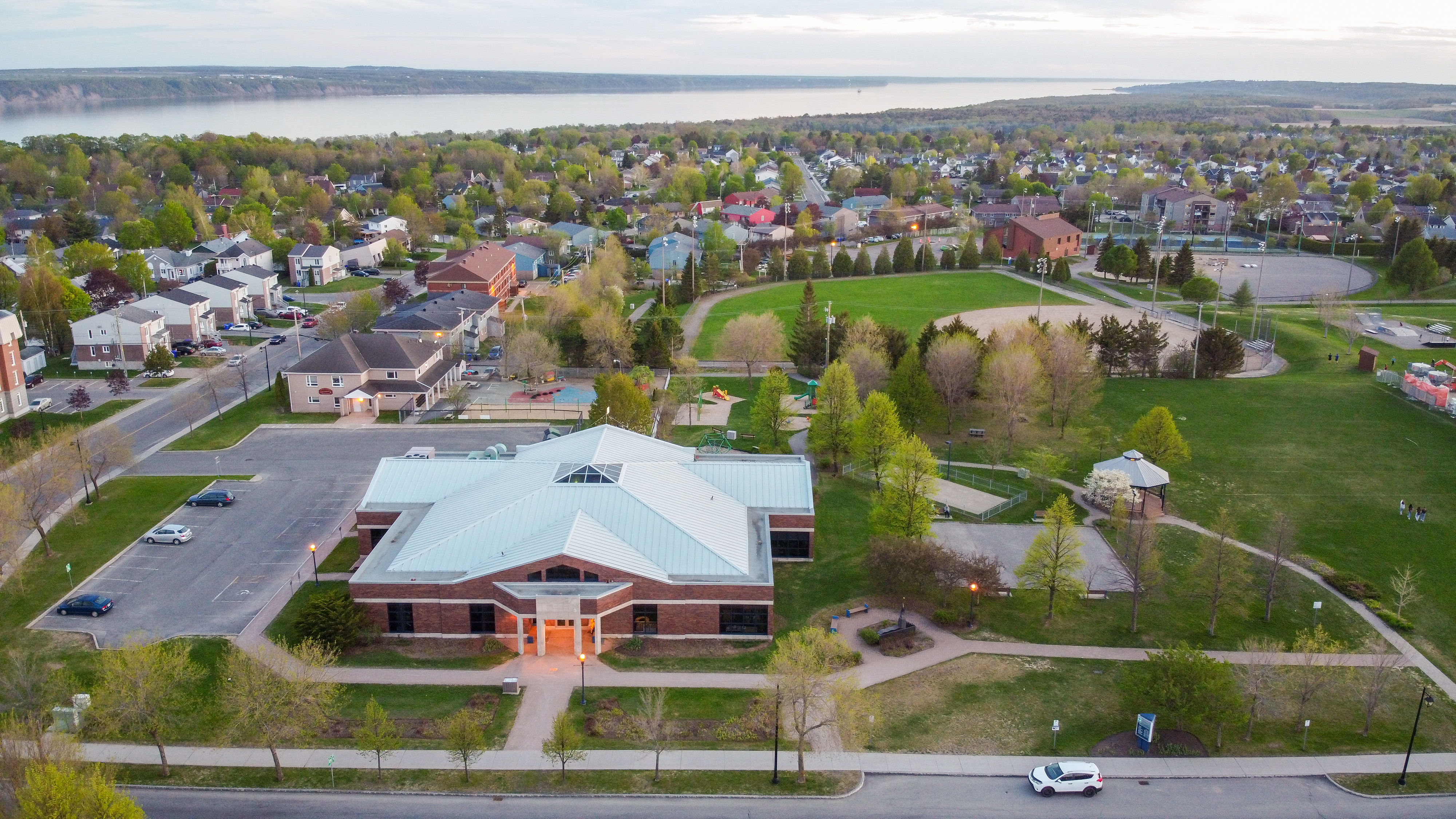
Bibliothèques Alain-Grandbois
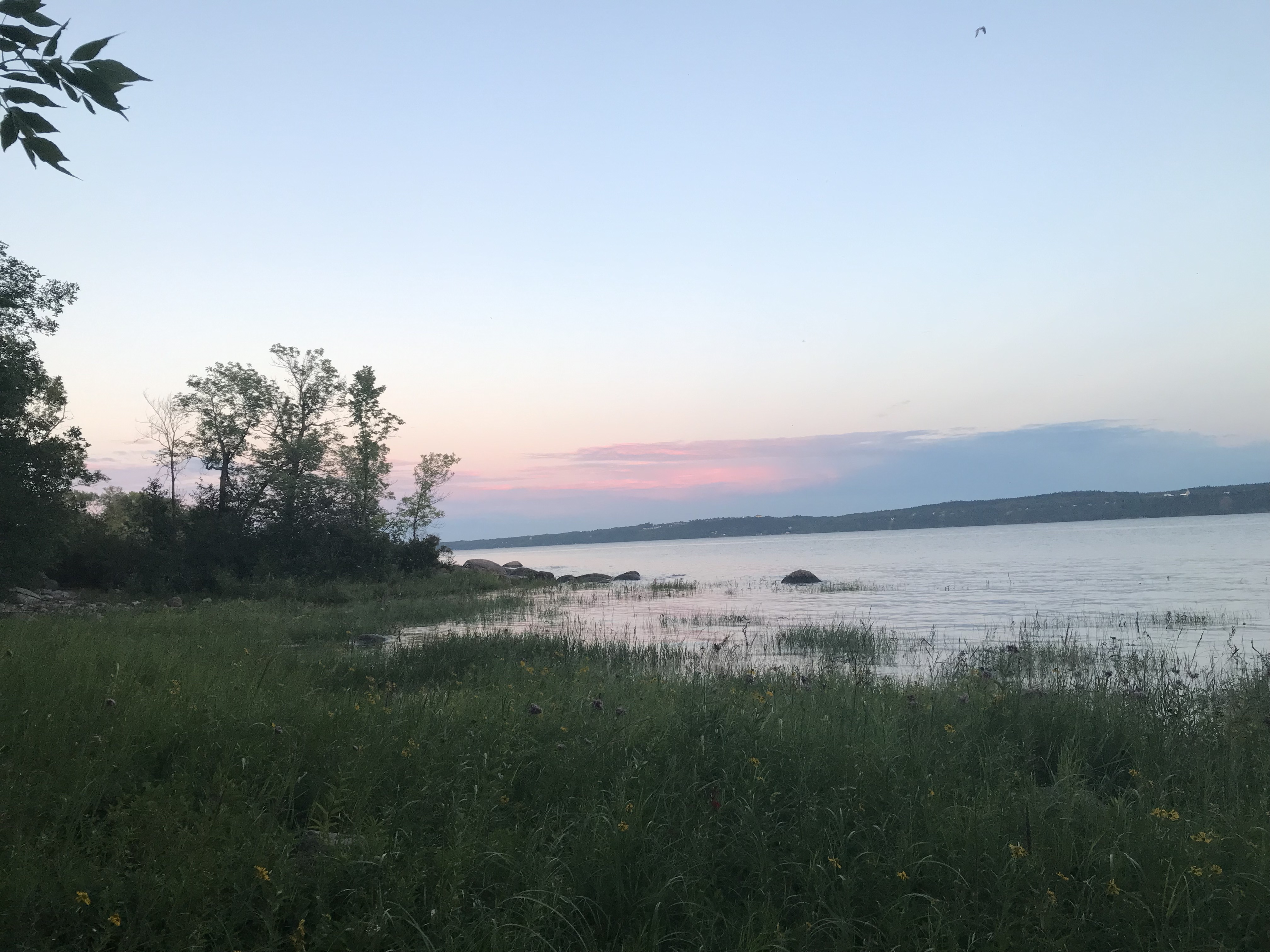
Parc des Hauts-Fonds à Saint-Augustin-de-Desmaures
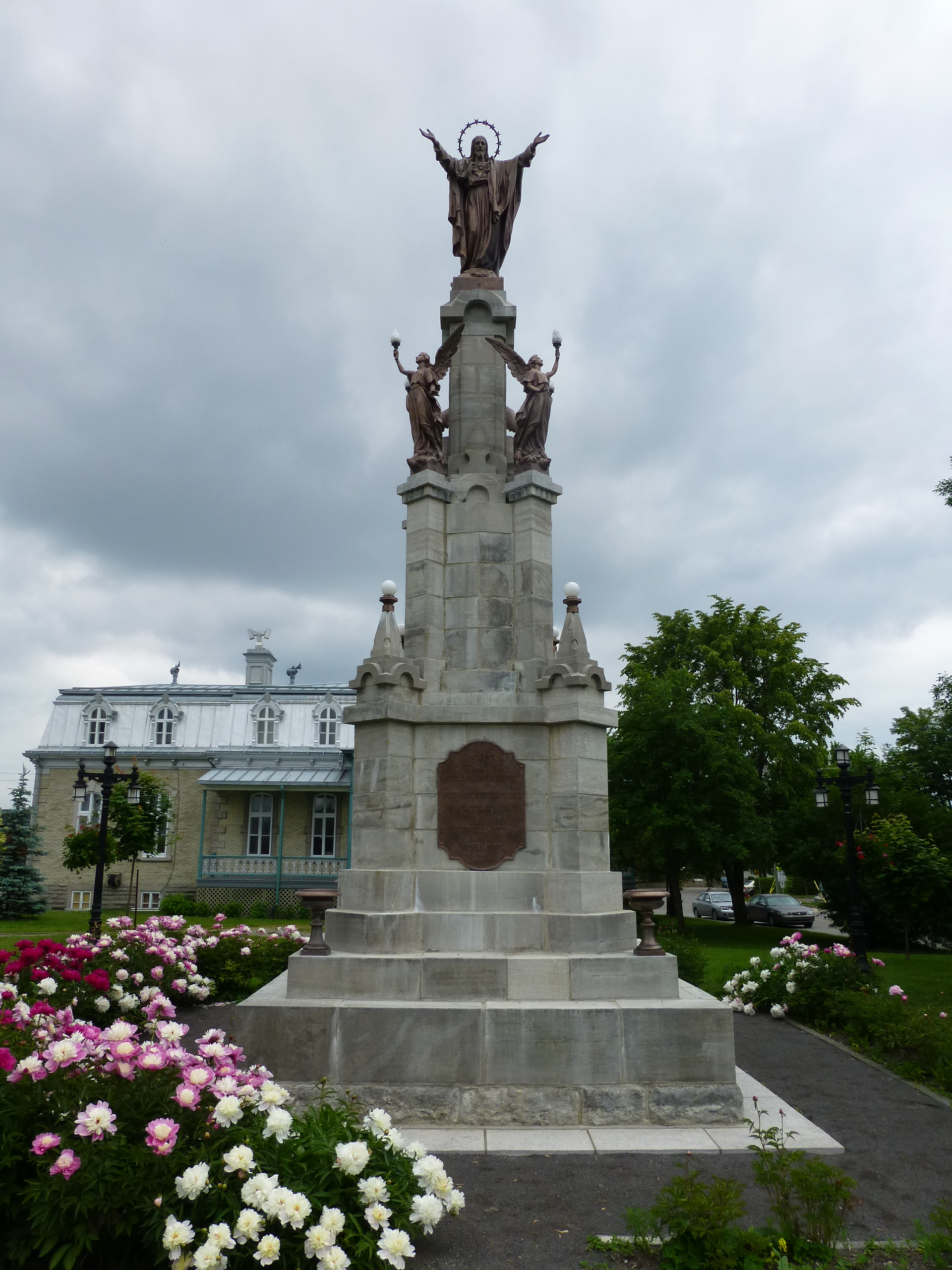
Monument Sacré Coeur de Saint-Augusti-de-Desmaures.